# 오리기름
오리기름은 오리의 껍질을 발라내어 기름을 뽑아낸 것이다

## 같이 보기
- 닭기름
- 오리고기